# Liceo Neandro Schilling
El Liceo Neandro Schilling es un establecimiento educacional chileno, ubicado en la comuna de San Fernando, provincia de Colchagua.

## Historia
Bajo el Gobierno de Manuel Bulnes, el Liceo de Hombres fue creado por Decreto Supremo del 26 de febrero de 1846. Toribio Sotomayor fue designado como el primer rector, y tuvo como misión poner en marcha el establecimiento, cuya primera sede se ubicó en la ex-calle Talcahuano, hoy España, con tres patios, alrededor de los cuales se encontraban las salas de clases y otras dependencias, como la sala de encierros.

Santiago, Febrero 26 de 1846.

Vista la nota precedente del Intendente de Colchagua, fecha treinta de noviembre del año próximo pasado, y considerando que es necesario que en San Fernando, capital de la provincia de Colchagua, se de una instrucción más extensa que la que se recibe en las escuelas primarias y que, los vecinos de aquella ciudad se hallan dispuestos a favorecer un establecimiento de esta clase, he venido en acordar y decreto:
Art. 1.° Se establecerá un colegio en la ciudad de San Fernando, capital de la provincia de Colchagua.
Art. 2.° Se enseñarán en este establecimiento todos los ramos comprendidos en las cuatro primeras clases del curso de humanidades fijado para los colegios literarios provinciales.
Art. 3.° Se asigna como fondos de este establecimiento la cantidad de seiscientos pesos que serán entregados mensualmente por la Tenencia de Ministros de San Fernando, deduciéndose de la partida destinada a los liceos provinciales.
Art. 4.° Se nombra director del citado colegio a D. Toribio Sotomayor con la renta de seiscientos pesos anuales, estando por ahora obligado a desempeñar la primera clase del curso de humanidades señalada en el plan de estudios dictado para los colegios provinciales.
Art. 5.° Cuando en virtud de los adelantos de los alumnos hubiese necesidad de plantearse la segunda clase, el Intendente de la provincia lo hará presente al Gobierno para que dicte las providencias necesarias.

Refréndese, tómese razón y comuníquese. Bulnes, Antonio Varas.
Decreto que crea el "Colejio de San Fernando"

El libro "Chile Ilustrado" (1872) de Recaredo Santos Tornero dice sobre este establecimiento: "El Liceo, situado en la plazuela de San Francisco, construido hace tiempo, pero refaccionado en gran parte en 1863, y aumentado con habitaciones para el rector y su familia. Es un buen edificio de tres patios y cómodos salones para las clases".
Tras pasar por otros dos inmuebles, un nuevo recinto fue construido especialmente, con dos pisos, bajo el Gobierno de José Manuel Balmaceda. De acuerdo al municipio, "en un principio tuvo cuatro cuerpos que rodeaban el primer patio, tras sucesivas mejoras, que incluyeron cambio de revestimientos y cubiertas, abertura de vanos y ventanas, terminó de construirse en 1901". Este edificio posee un estilo neoclásico, "sobre un ritmo continuo de ventanas, que en su primer piso son de arco rebajado y en el segundo rectangulares, destaca el acceso central señalado por un frontón triangular, en el que se lee la palabra liceo y sobre el cual hay una alegoría al saber y aprendizaje. El acceso da al patio central, desde el que se ven salas de clases y dependencias administrativas. Su estructura es de ladrillo y pino oregón. Las puertas, poseen en sus dinteles ornamentos de fierro forjado, siendo un trabajo de gran belleza". Aunque el liceo hoy funciona en dependencias modernas, sus antiguas instalaciones aún sobreviven, aunque en irregular estado. Mediante el Decreto 665 del 26 de diciembre de 1995, el antiguo inmueble fue declarado Monumento Nacional de Chile.

Que, el inmueble en que funciona el Liceo "Neandro Schilling", de San Fernando, fue construido entre los años 1891 y 1901, de estructura de ladrillo y pino oregón, de un limpio estilo neo-clásico, con ornamentos de fierro forjado, en el dintel de las puertas de gran belleza y que acota parte del costado norponiente de la Plaza de Armas de esa ciudad;
    Que, dicho edificio representa un testimonio arquitectónico importante y característico de la ciudad de San Fernando y por las aulas del Liceo han pasado muchas generaciones de estudiantes y docentes, durante sus casi ciento cincuenta años de existencia;
    Que, el valor urbano de este edificio y haber sido el lugar de formación de miles de jóvenes de San Fernando, lo hacen estar profundamente arraigado en la imagen colectiva de la ciudad y de sus habitantes, todo lo cual hace que amerite su protección y conservación, mediante la declaración de Monumento Histórico, [...]
Decreto N.º 665, 26 de diciembre de 1995

En la época de la Guerra Civil de 1891, el Liceo tomó partido por el bando oficialista que obedecía al Presidente José Manuel Balmaceda, siendo utilizado como guarnición militar. Por muchos años denominado Liceo de Hombres de San Fernando, desde 1960 lleva el nombre de su exrector Neandro Schilling Campos.

## Rectores
| Rector                        | Período                                        |
| ----------------------------- | ---------------------------------------------- |
| Toribio Sotomayor             | 26 de febrero de 1846 — principios de 1851     |
| José Eugenio Valenzuela       | principios de 1851 — principios de 1853        |
| Manuel Antonio Mardones       | principios de 1853 — 10 de abril de 1862       |
| Gabriel Izquierdo             | 10 de abril de 1862 — 11 de julio de 1866      |
| Galo Lavín                    | 11 de julio de 1866 — marzo de 1873            |
| Artemón Cifuentes             | marzo de 1873 — 25 de agosto de 1873           |
| Camilo E. Valenzuela Castillo | 25 de agosto de 1873 — 3 de septiembre de 1881 |
| Simón Cordovez                | 3 de septiembre de 1881 — 18 de agosto de 1888 |
| Rosendo Ugarte                | 18 de agosto de 1888 — 5 de julio de 1889      |
| Samuel Salas L.               | 5 de julio de 1889 — 28 de octubre de 1891     |
| Anatolio Parga                | 28 de octubre de 1891 — 31 de julio de 1901    |
| Neandro Schilling Campos      | 31 de julio de 1901 — cerca 1941               |
| María Cecilia Galaz Navarro   | 1986 — cerca 2005                              |
| Luís Humberto Suares Milla    | ¿? — 2014                                      |
| Ramón Luis Calderón Cortés    | ¿? — 2022                                      |